# Бутурлино (Нижньогородська область)
Бутурлино (рос. Бутурлино) — робітниче селище в Бутурлинському районі Нижньогородської області Російської Федерації.
Населення становить 6350 осіб. Входить до складу муніципального утворення робітниче селище Бутурлино.

## Історія
Від 2009 року входить до складу муніципального утворення робітниче селище Бутурлино.

## Населення
| 1959  | 1970  | 1979  | 1989  | 1999  | 2002  | 2008  |
| ----- | ----- | ----- | ----- | ----- | ----- | ----- |
| 2242  | ↗4100 | ↗5790 | ↗6449 | ↗7400 | ↘6975 | ↘6680 |
| 2009  | 2010  | 2011  | 2012  | 2013  | 2014  | 2015  |
| ↘6593 | ↘6412 | ↗6420 | ↘6394 | ↗6401 | ↘6388 | ↗6399 |
| 2016  | 2017  |       |       |       |       |       |
| ↘6368 | ↘6338 |       |       |       |       |       |